# فرانکشتاین اندی وارهول
فرانکشتاین اندی وارهول (انگلیسی: Andy Warhol's Frankenstein) فیلمی در ژانر ترسناک به کارگردانی پل موریسی، آنتونیو مارگریتی، و اندی وارهول است که در سال ۱۹۷۴ منتشر شد. از بازیگران آن می‌توان به نیکولتا اِلمی، اودو کیر، دالیا دی لازارو، رزیتا توروس و کریستینا گایونی اشاره کرد.